# Gobiconodon
A Gobiconodon az emlősök (Mammalia) osztályának a Gobiconodonta rendjébe, ezen belül a Gobiconodontidae családjába tartozó nem.
A rendjének és családjának a típusneme.

## Tudnivalók
A Gobiconodon ragadozó életmódot folytató emlős volt. Testtömege 4,530 – 5,436 kilogramm, míg testhossza 45,72 – 50,80 centiméter volt. Valószínűleg egy nagy és tömzsi oposszumra hasonlíthatott.

## Rendszerezés
A nembe az alábbi 7 leírt faj tartozik:
- Gobiconodon borissiaki Trofimov, 1978 – típusfaj
- Gobiconodon hoburensis (Trofimov, 1978) Kielan- Jaworowska & Dashzeveg, 1998
- Gobiconodon hopsoni Rougier et al., 2001
- Gobiconodon luoianus Yuan et al., 2009
- Gobiconodon ostromi Jenkins Jr. & Schaff, 1988
- Gobiconodon palaios Sigogneau-Russell, 2003
- Gobiconodon zofiae Li et al., 2003

A fenti leírt fajokon kívül még van néhány leíratlan vagy meg nem nevezett Gobiconodon maradvány:
- Gobiconodon sp.[2] – 2 töredékes alsó állkapocsból áll; Mongólia (Oshih Formation) területén fedezték fel; az állatok a valangini korszaktól a hauterivi korszakig éltek, vagyis 140 – 130 millió évvel ezelőtt.
- G. sp. A[3] – Oroszország (Ilek Formation) területén fedezték fel; az állat a kora kréta idején élt, vagyis 145,5 – 99,6 millió évvel ezelőtt.
- G. sp. B[3] – Oroszország (Ilek Formation) területén fedezték fel; az állat a kora kréta idején élt, vagyis 145,5 – 99,6 millió évvel ezelőtt.

## Fordítás
Ez a szócikk részben vagy egészben  a   Gobiconodon című angol Wikipédia-szócikk fordításán alapul.  Az eredeti cikk szerkesztőit annak laptörténete sorolja fel. Ez a jelzés csupán a megfogalmazás eredetét és a szerzői jogokat jelzi, nem szolgál a cikkben szereplő információk forrásmegjelöléseként.